# RS-24 Jars
RS-24 Jars (ryska: РС-24 Ярс. NATO-rapporteringsnamn: SS-27 Mod 2) är en rysk ballistisk robot.
Roboten sägs vara en modifiering av RT-2PM2 Topol-M eller SS-27 som den kallas i västvärlden. Den ska bland annat kunna bära tio kärnstridsspetsar i jämförelse med SS-27 som bara bär på en. Trots att RS-24 kategoriseras som ett distinkt missilsystem av Ryssland, så räknas det ibland utomlands som en variant av SS-27, och betecknas då SS-27 Mod 2.
I maj 2007 utförde Ryssland ett första test med RS-24, som då var helt okänd utanför Ryssland. Enligt Rysslands president Vladimir Putin så var utvecklingen av den nya roboten ett direkt svar på USA:s planer på ett robotförsvar i Europa. Den 25 december 2007 utfördes det andra testet av RS-24. Testet ska ha fungerat perfekt och roboten nådde sitt mål utan problem.
De första RS-24 robotarna togs i bruk under 2011.

## Bilder

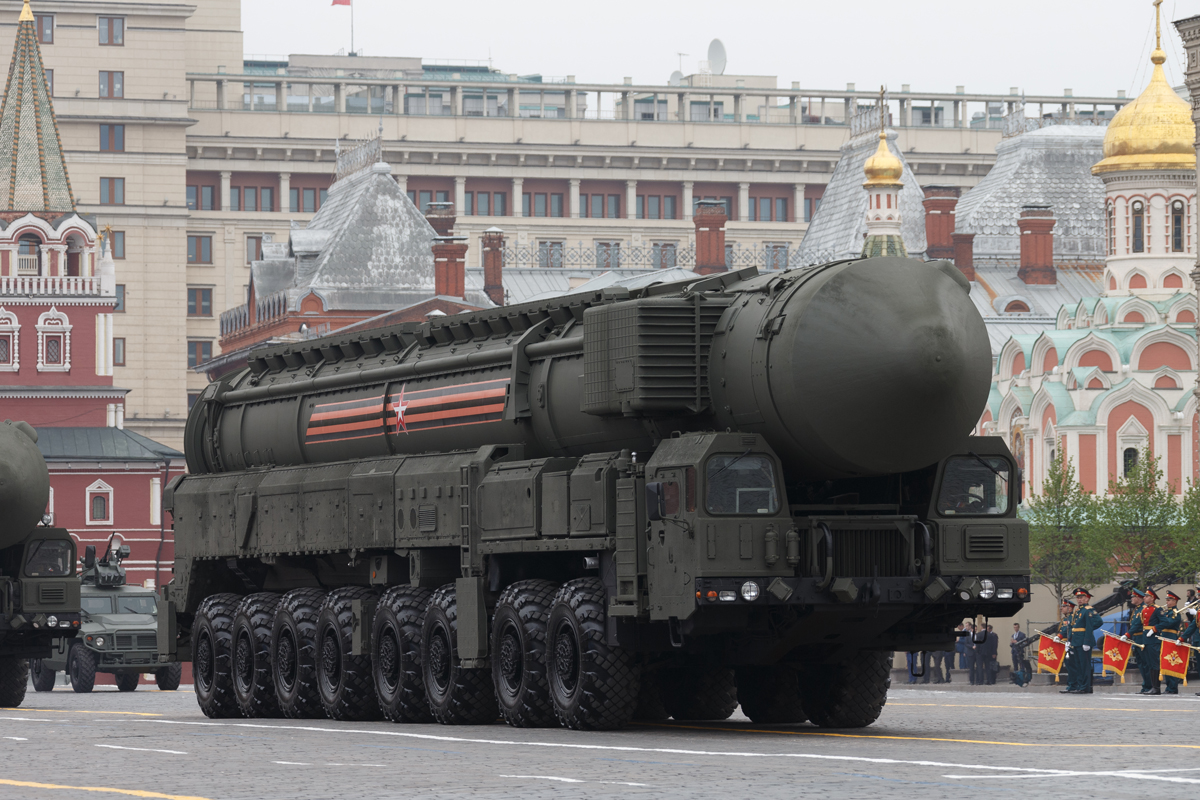
En RS-24 rullar igenom Röda torget i Ryssland under firandet av segerdagen 1945.
- En RS-24 avfyras.
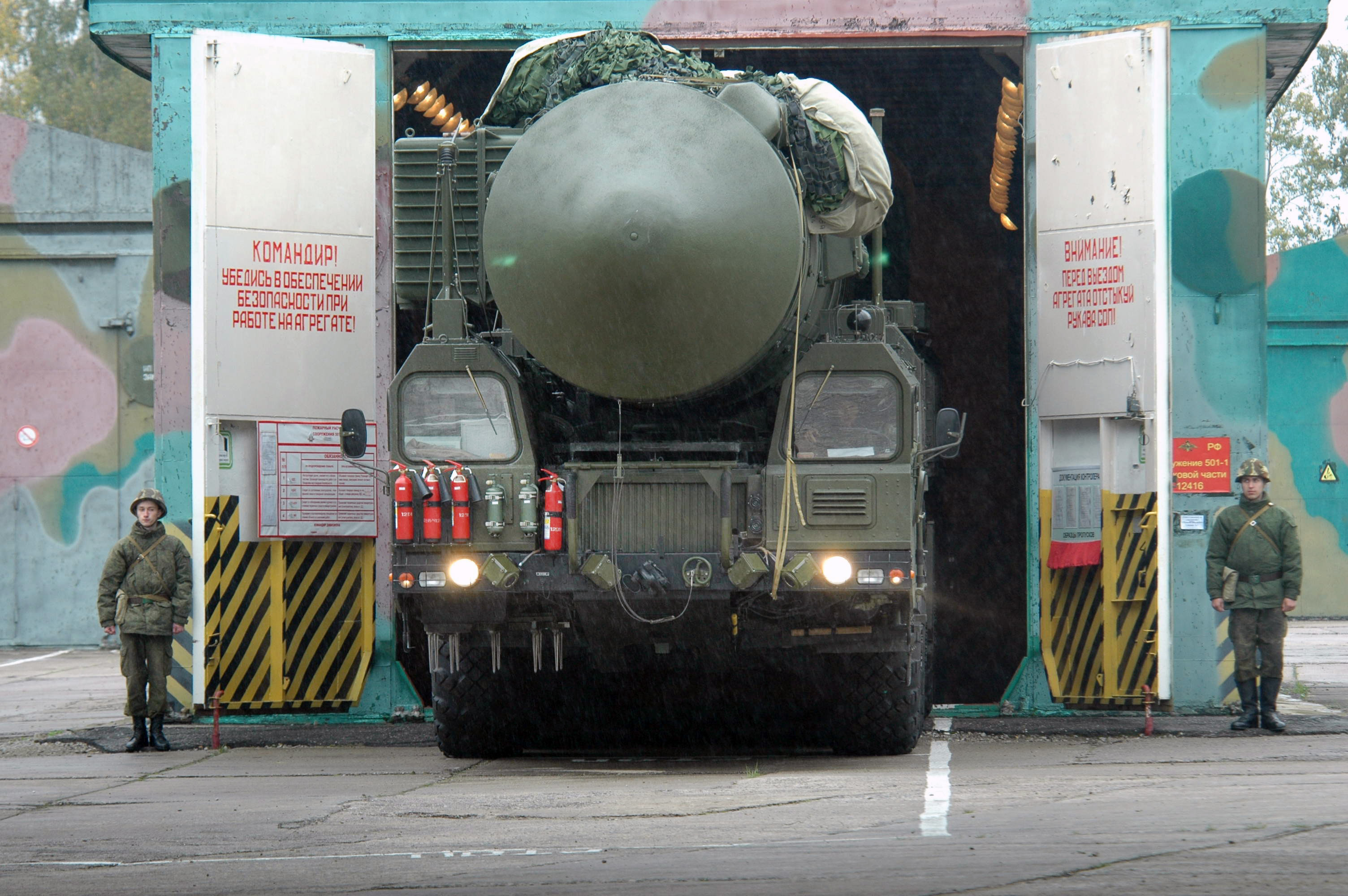
En RS-24 rullar ut ifrån ett garage.